# Удо Фойгт
Удо Фойгт (на немски: Udo Voigt) е лидер на NPD от 1996 година насам. Евродепутат от 2014 г.
По време на световното първенство по футбол през 2006 година Фойгт провежда кампания срещу чернокожите играчи в германския национален отбор по футбол, две години по-късно са повдигнати обвинения срещу него. През месец декември 2008 година Фойгт обвинява полицейския шеф на Пасау „Алойс Манихл“ в злоупотреба с властта и „ескалация“ на противопоставянето между крайнодесните и полицията.